# Azriel de Gerona
Azriel de Gerona, nació en el siglo XII, fue un judío español, cabalista y filósofo. Era un miembro muy reconocido del círculo cabalístico de Gerona, fue un discípulo directo de Isaac el ciego. Azriel fue un maestro del RAMBÁN (Najmánides) y un conocedor de varias lenguas. De entre la gran cantidad de sus escritos, destaca el Shaar ha-Sholo, una exposición inteligible de la teoría de las diez Sefirot cabalísticas, en forma de preguntas y respuestas, siguiendo las reglas de la lógica, como indicación para los principiantes. Otros escritos como: el comentario del Séfer Ietzirá o Libro de la Creación, el comentario de las hagadot del Talmud y el comentario de la liturgia cotidiana. De este último comentario, hay que destacar como curiosidad, que contiene numerosos vocablos catalanes escritos en letras hebreas.